# Cmentarz jeńców wojennych z II wojny światowej w Małej Nieszawce
Cmentarz jeńców wojennych z II wojny światowej w Małej Nieszawce – zabytkowy cmentarz założony po II wojnie światowej. Jest to miejsce pochówku ofiar nazistowskich Niemiec, którymi byli w większości jeńcy wojenni ze Stalagu XX C. Większość pochowanych stanowią jeńcy sowieccy. Groby zostały odkryte w 1948 roku. Na bramie cmentarza znajduje się tablica informująca, że na cmentarzu pochowano ok. 11 tys. jeńców. Faktycznie liczba pochowanych przekroczyła 14 tys.